# 左翼青年Solid

左翼青年Solid标志

左翼青年Solid（“solid”是“sozialistisch, links, demokratisch”（社会主义者、左翼、民主人士）的缩写）是德国的一个左翼青年组织，是左翼党的青年翼。该组织成立于2007年5月20日，由“Solid：社会主义青年”（民主社会主义党的非正式青年翼）和劳动和社会公正－选举替代的青年组织合并而成。该组织的意识形态是共产主义、民主社会主义、反资本主义、反法西斯主义、基层民主、女权主义。该组织的总部位于柏林卡尔·马克思大街。该组织曾是欧洲民主青年左翼网络的成员。2024年7月，该组织有23900名成员。